# Église Saint-Cyr-et-Sainte-Juliette de Tarzy
L'église Saint-Cyr-et-Sainte-Julitte est une église située à Tarzy, en France. C'est une église fortifiée de Thiérache.

## Description
L’église est sur une butte au centre d’une place engazonnée. Elle ne comporte pas de tour-porche : on entre directement dans la nef. Une nef unique, comme dans toutes les églises fortifiées attenantes au plateau de Rocroi. Dans les murs de la nef, la partie la plus ancienne de l'édifice, on peut remarquer des petites baies géminées romanes. Et sur ce pourtour de l’église, à hauteur des pierres de taille maçonnées juste sous les sablières de la charpente, des meurtrières et des canonnières ont été rajoutées par intervalles irréguliers. Les élévations sont maçonnés en moellons irréguliers de pierre jaune des Ardennes.
Une tour cylindrique à toit coupé, placée à l’arrière du chœur, permet d’accéder, depuis ce chœur, à une salle refuge, située dans les combles de l’église. L'ensemble présente plusieurs similitudes avec l'église Saint-Étienne de Fligny, commune voisine.

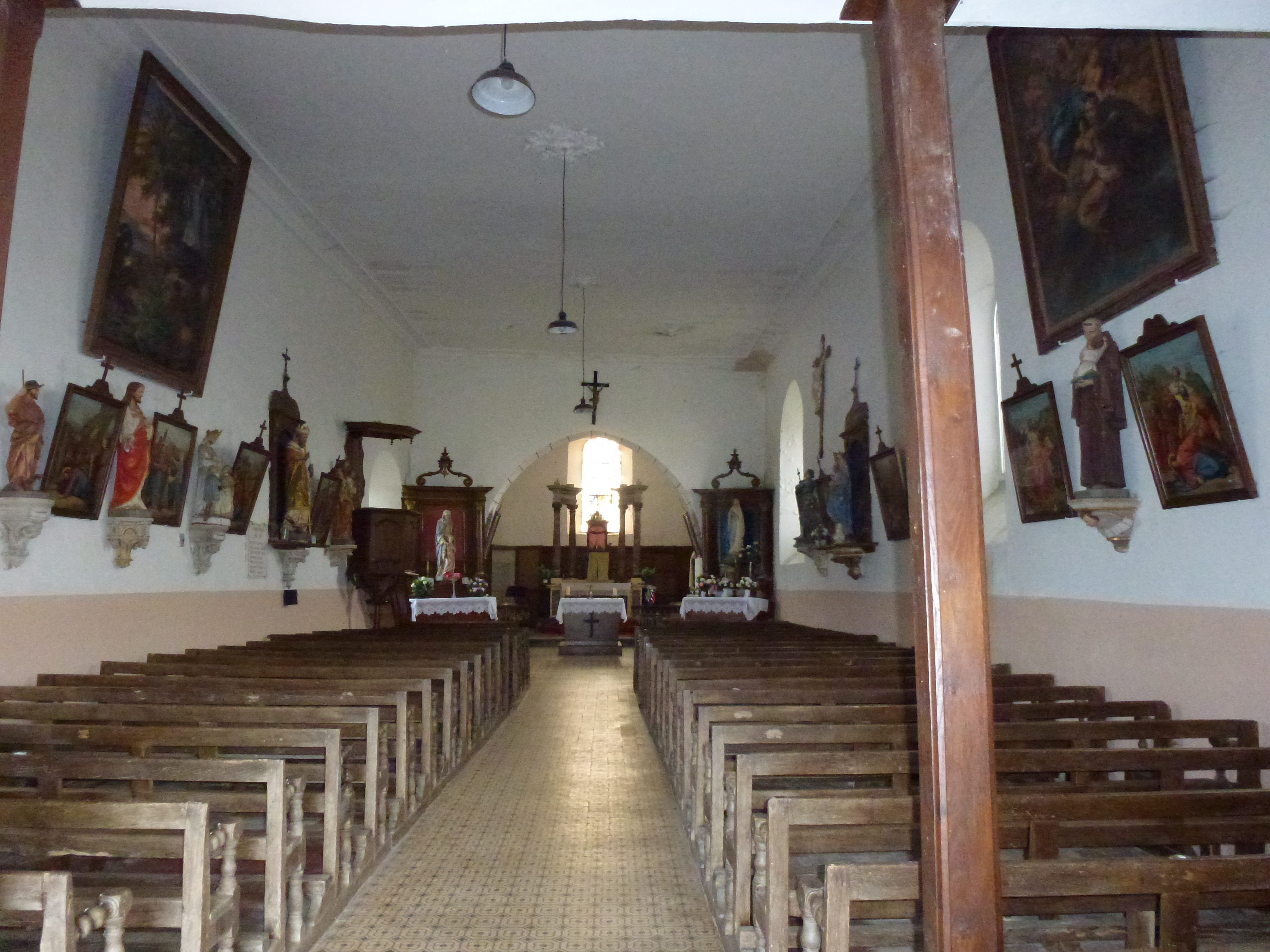
Intérieur
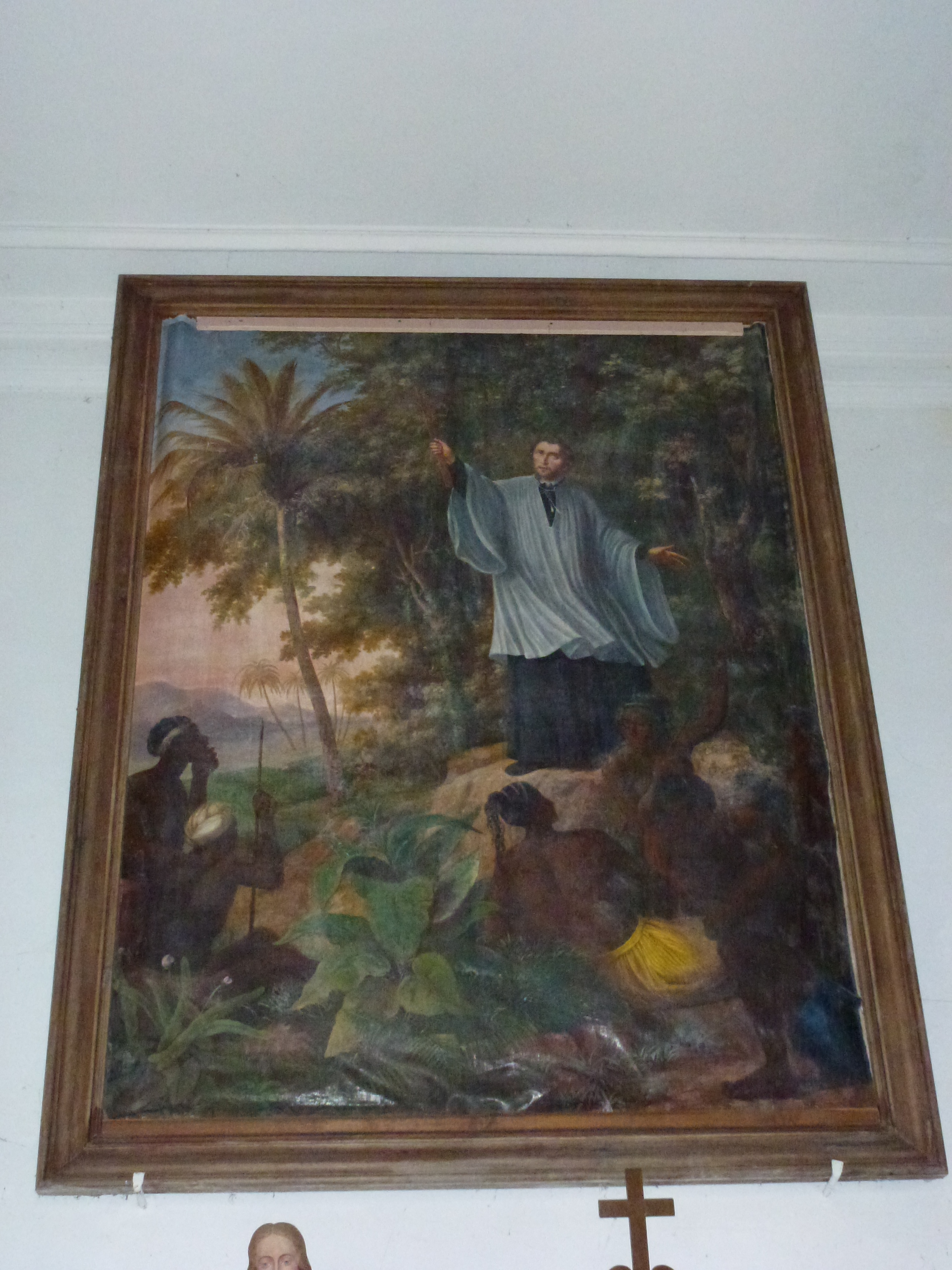
Tableau dans l'église
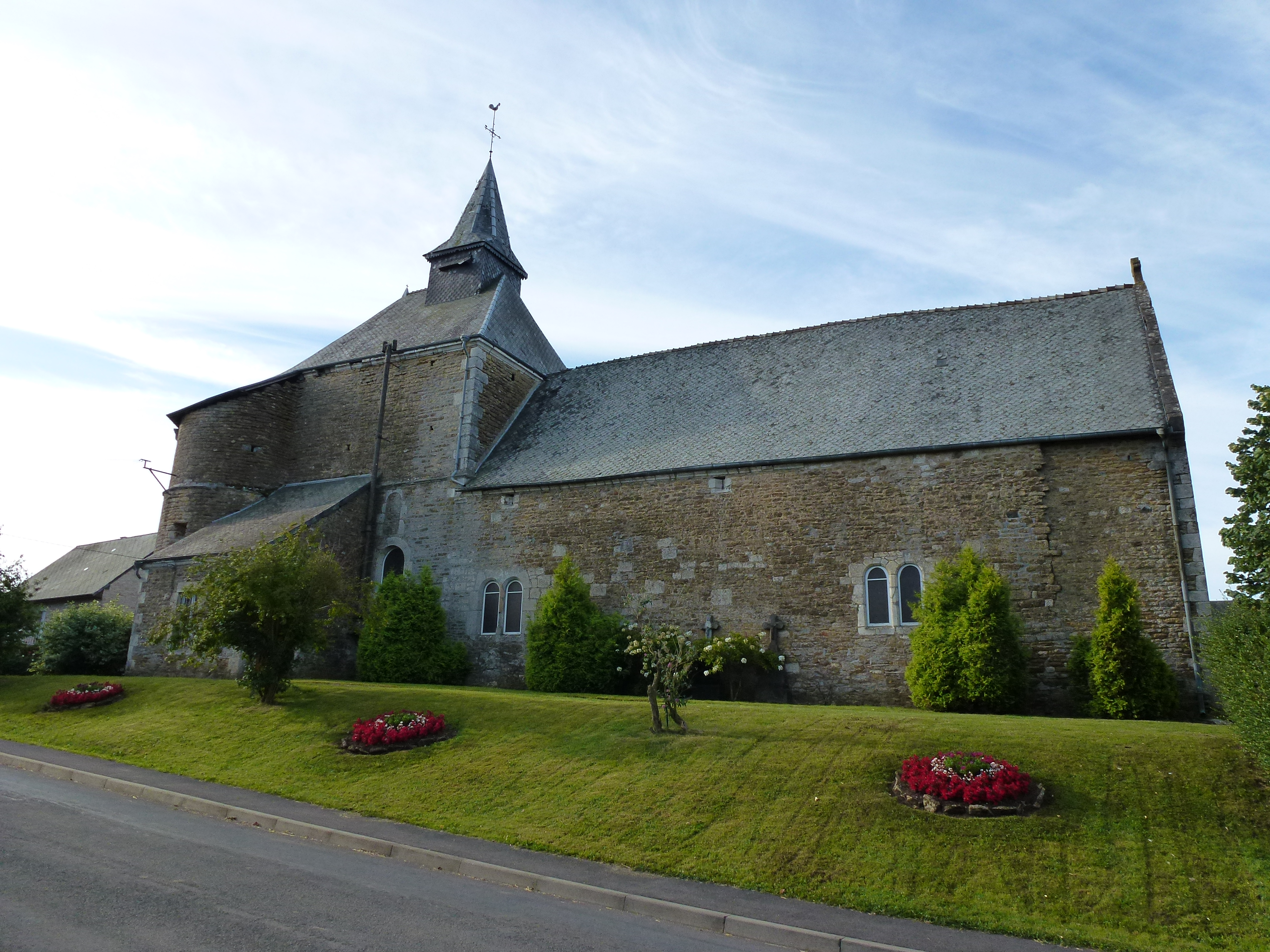
Extérieur

## Localisation
L'église est située dans le centre du village de Tarzy, département de l'Ardennes.

## Historique
Cette église était une succursale de l'église Saint-Nicolas de Signy-le-Petit. La nef est plus ancienne que le chœur, datant de la fin du XVe siècle, pareil à un donjon carré, et la tour accolée à ce chœur. Ces rajouts ont contribué à faire de l'église un lieu de refuge.